# Deniz Karacaoğlu
Deniz Karacaoğlu es una deportista turca que compitió en vela en la clase Laser Radial. Ganó una medalla de bronce en el Campeonato Europeo de Laser Radial de 1995.

## Palmarés internacional
| Campeonato Europeo | Campeonato Europeo | Campeonato Europeo | Campeonato Europeo |
| Año                | Lugar              | Medalla            | Clase              |
| ------------------ | ------------------ | ------------------ | ------------------ |
| 1995               | Estambul (Turquía) | Medalla de bronce  | Laser Radial       |